# Computer Emergency Response Team
Ein Computer Emergency Response Team (CERT), auch als Computer Security Incident Response Team (CSIRT), deutsch Computersicherheits-Ereignis-Reaktions-Team, bezeichnet, ist eine Gruppe von EDV-Sicherheitsfachleuten, die bei der Lösung von konkreten IT-Sicherheitsvorfällen (z. B. Bekanntwerden neuer Sicherheitslücken in bestimmten Anwendungen oder Betriebssystemen, neuartige Virenverbreitung, bei Spam versendenden PCs oder gezielten Angriffen) als Koordinator mitwirkt bzw. sich ganz allgemein mit Computersicherheit befasst (manchmal auch branchenspezifisch), Warnungen vor Sicherheitslücken herausgibt und Lösungsansätze anbietet (engl.: „advisories“, dt.: „Ratschläge“). Außerdem helfen manche CERTs (z. B. Bürger-CERT), Sicherheitsrisiken für bestimmte Adressatengruppen (z. B. Bürger) zu beseitigen. Der Informationsfluss erfolgt meistens über Mailinglisten. Dort werden sicherheitskritische Themen erörtert, diskutiert und aktuelle Warnungen ausgegeben.

## Geschichte
Nach Auftreten des ersten Computerwurms Morris-Wurm wurde das erste CERT am Software Engineering Institute an der Carnegie Mellon University im November 1988 gegründet, das durch öffentliche Mittel des US-Verteidigungsministeriums (Department of Defense) finanziert wurde.
Mittlerweile existieren mehrere CERTs in verschiedenen Ländern.

## Deutschland
In Deutschland hatte sich neben dem CERT der Universität Stuttgart und dem CERT des Deutschen Forschungsnetzes auch das Mcert etabliert. Dies richtete sich vor allem an klein- und mittelständische Unternehmen. Der Bundesverband Informationswirtschaft, Telekommunikation und neue Medien (BITKOM) hatte Mcert in Zusammenarbeit mit dem Bundesministerium des Innern und dem Bundesministerium für Wirtschaft und Arbeit gegründet, stellte den Betrieb aber im Juni 2007 ein.
Aufgaben rund um die Computersicherheit in den Institutionen der Bundesrepublik Deutschland übernimmt seit dem 1. September 2001 das eigens hierfür gegründete CERT-Bund des Bundesamts für Sicherheit in der Informationstechnik – BSI. Das BSI bietet darüber hinaus mit dem „Bürger-CERT“ auch einen entsprechenden Dienst für Privatpersonen an. Der Bereich der öffentlichen Verwaltung in Deutschland organisiert sich innerhalb des Verwaltungs-CERT-Verbundes (VCV) auf Bundes- und Länderebene. Mittlerweile entstehen die ersten CERTs im kommunalen Bereich.

### Kreditwirtschaft
Auch die deutsche Kreditwirtschaft hat den Bedarf an CERTs erkannt. So wurde schon im Jahr 2001 das S-CERT, das CERT der Sparkassen-Finanzgruppe, gegründet. Gerade mit dem Aufkommen und der Bekämpfung von Phishing kam den CERTs der Kreditwirtschaft eine hohe Bedeutung zu.
In Deutschland fördert der nationale CERT-Verbund den Aufbau von CERTs. Der CERT-Verbund wurde 2002 durch CERT-Bund, DFN-CERT, IBM BCRS, Siemens-CERT, S-CERT und Deutsche Telekom CERT gegründet. Es wurden folgende übergreifende Ziele festgelegt: „Sicherstellung des Schutzes nationaler Netze der Informationstechnik“ und „Gemeinsame und schnelle Reaktion bei auftretenden Sicherheitsvorkommnissen“.

## Schweiz und Österreich
Das nationale CERT in Österreich wird von CERT.at betrieben. Das Government Computer Emergency Response Team (govCERT) für die öffentliche Verwaltung und die kritische Informations-Infrastruktur wird seit April 2008 durch das Bundeskanzleramt in Kooperation mit CERT.at betrieben. Außerdem verfügt das Österreichische Bundesheer seit 2013 über ein eigenes milCERT-Element.
In der Schweiz betreibt die SWITCH ein CERT für das Schweizer Hochschulnetzwerk sowie ein Banken-CERT mit spezifischer Adressatengruppe. 2016 feiert das CERT von SWITCH sein 20-jähriges Bestehen.
Das österreichische Bildungs- und Wissenschaftsnetz ACOnet hat als Äquivalent das ACOnet CERT für seinen eigenen Bereich.

## Europa
In Europa fördert die TF-CSIRT (Task Force – Computer Security Incident Response Teams des Dachverbands der europäischen Forschungs- und Bildungsnetze TERENA) die Gründung und Zusammenarbeit von CERTs. Um ein Vertrauensverhältnis zwischen CERTs herzustellen, wurde von der TF-CSIRT der sogenannte Trusted Introducer ins Leben gerufen, der europäische CERTs verzeichnet und nach formeller Prüfung akkreditiert. Von September 2009 bis August 2011 wurde diese Aufgabe von S-CURE BV (Holland) übernommen, seitdem von der PRESECURE Consulting GmbH. Die European Network and Information Security Agency (ENISA) der EU fördert diese Aktivitäten, unter anderem durch Unterstützung der ebenfalls aus TF-CSIRT hervorgegangenen Training of Network Security Incident Teams Staff (TRANSITS)-Kurse.

## Weltweit
Das Forum of Incident Response and Security Teams (FIRST) ist der weltweit agierende Dachverband von CERTs und IT-Sicherheitsfachleuten. Es hat seinen Sitz in den USA.